# Kate Thalén
Kate Thalén, folkbokförd Gerda Lisbeth Käte Thalén, ogift Katerre, född 11 januari 1920 i Tyskland, död 18 oktober 2006 i Hedvig Eleonora församling i Stockholm, var en svensk skådespelare. Hon gifte sig 1938 med musikern Olle Thalén. Hon blev änka 1976.

## Filmografi
- 1938 – Karriär
- 1944 – Den heliga lögnen
- 1945 – Pettersson & Bendels nya affärer
- 1945 – Rattens musketörer
- 1946 – 100 dragspel och en flicka
- 1949 – Gatan